# Stomachetosella collaris
Stomachetosella collaris är en mossdjursart som först beskrevs av Arnold Girard Kluge 1946.  Stomachetosella collaris ingår i släktet Stomachetosella och familjen Stomachetosellidae. Inga underarter finns listade i Catalogue of Life.